# Савез дистрофичара Србије
Савез дистрофичара Србије је хуманитарна, невладина и недобитна организација основана 1968. године у циљу заштите права и интереса особа са дистрофијом.

## О савезу
Данас у свом саставу има 20 градских, окружних и покрајинских организација и налази се у саставу европске организације дистрофичара – ЕАМДА-е. Такође, Савез је и један од лидера у инвалидском покрету Србије.
Савез дистрофичарса Србије је такође и чланица и један од оснивача НОРБС-а - Националне организације оболелих од ретких болести у Србији.

## Циљеви Савеза
Циљеви Савеза дистрофичара Србије су:
- борба за основна људска права лица са неуро-мишичним обољењима
- потпуна друштвена интеграција – кроз интегрисано школовање, запошљавање, прилагођен транспорт, обезбеђивање адекватних помагала…
- залагање за самостални живот
- подстицање и праћење медицинских истраживања
- омогућавање адекватне рехабилитације
- борба против предрасуда
- стварање другачијег, позитивног “имиџа” у јавности
- примена биопсихо-социјалног, уместо медицинског модела инвалидности
- помоћ члановима у погледу лечења, рехабилитације, трајног смештаја, организовања спортских, рекреативних, културних, забавних активности, школовања, професионалног оспособљавања, запошљавања, остваривања права на основу позитивних прописа и укључивања у активан и самосталан живот
- залагање за остваривање законских бенефиција за своје чланове
- издавање информативних гласила, књига, публикација и брошура[1]

## Активности савеза
Савез реализује бројне активности на националном нивоу, као што су:
- новинско-издавачка активност у оквиру које редовно објављује лист “Весник МД”, а повремено и стручне публикације,
- медицинске – организовањем различитих медицинских трибина, предавања и сличних скупова,
- спортско рекреативне (шаховски турнири, Олимпијске игре за дистрофичаре, спортски риболов),
- едукативне
- креативне
- међународне активности
- заступничке активности – једна од најзначајнијих активност Савеза је ипак она која се односи на заступнички рад и лобирање за доношење закона који ће обезбедити пуну друштвену укљученост особа са инвалидитетом па и особа оболелих од прогресивних неуромишићних болести, било иницирањем таквих процеса, било учешћем у раду радних група.

## Чланице савеза
- Београд – Удружење дистрофичара Београд
- Чачак – Удружење дистрофичара Моравичког округа
- Кикинда – Удружење дистрофичара Средњобанатског и севернобанатског округа
- Космет – Удружење дистрофичара Космета
- Крагујевац – Удружење дистрофичара Шумадијског округа
- Краљево – Удружење дистрофичара Рашког округа
- Крушевац – Удружење дистрофичара Расинског округа
- Лесковац – Удружење дистрофичара Јабланичког округа
- Ниш – Удружење дистрофичара Ниш
- Нови Пазар – Удружење ОСИ “Живети заједно”
- Нови Сад – Удружење дистрофичара Јужнобачког округа
- Панчево – Удружење дистрофичара Јужнобанатског округа
- Параћин – Удружење дистрофичара Поморавског округа
- Рума – Удружење дистрофичара Сремског округа
- Шабац – Удружење дистрофичара Мачванског округа
- Савез дистрофичара Србије
- Савез дистрофичара Војводине
- Смедерево – Међуопштинско удружење дистрофичара
- Смедерево – Удружење дистрофичара града Смедерева “Бољи Живот”
- Сомбор – Удружење дистрофичара Западнобачког округа
- Суботица – Удружење дистрофичара Севернобачког округа
- Ужице – Удружење дистрофичара Златиборског округа
- Зајечар – Удружење дистрофичара Зајечар[1][2]

## Недељa борбе против дистрофије
Савез дистрофичара Србије сваке године у мају месецу обележава "Недељу борбе против дистрофије", као традиционалну манифестацију коју је европска организација дистрофичара (ЕАМДА) установила 1973. године од када се ова манифестација на разне начине обележава у многим европским земљама, укључујући и Србију.